# Henry Thomas Buckle
Henry Thomas Buckle (nacido el 24 de noviembre de 1821 en Lee, Londres, fallecido el 29 de mayo de 1862 en Damasco, Siria) fue un historiador inglés, autor de la obra inacabada Historia de la Civilización en Inglaterra, y ajedrecista.

## Trayectoria como historiador
Hijo de un rico comerciante y armador de Londres, su delicada salud le impidió obtener una educación formal, ya que no asistió apenas a la escuela y ni fue a la universidad. Sin embargo, recibió un alto grado de educación privada, y su amor por la lectura siendo niño le facilitó su educación. Fue inicialmente reconocido como ajedrecista, antes de cumplir los veinte años, como uno de los mejores del mundo. Logró vencer a Lionel Kieseritzky y Johann Jakob Lówental.
Tras la muerte de su padre en enero de 1840, heredó una gran fortuna y una gran biblioteca, y viajó con su madre por el continente (1840-1844). Por entonces decidió dirigir toda su lectura y dedicar todas sus energías a la preparación de un trabajo histórico. Durante los siguientes diecisiete años, se cree que pasaba diez horas al día dedicado a su creación.
Al principio se propuso elaborar una historia de la Edad Media, pero en 1851 se decidió a escribir una historia de la civilización, la que denominaría Historia de la Civilización en Inglaterra. Los siguientes seis años los dedicó a la elaboración y revisión del primer volumen, publicado en junio de 1857. Esta obra le convirtió en una celebridad literaria y social. El 19 de marzo de 1858 intervino en una conferencia en público en la Royal Institution (la única que ofreció) sobre la influencia de las mujeres en el progreso del conocimiento, que fue publicado en la revista Fraser's Magazine en abril de 1858, y reimpreso en el primer volumen de su obra Miscellaneous and Posthumous Works.
El 1 de abril de 1859 fallece su madre. Ello le causa tal impresión que escribe un examen sobre el ensayo Sobre la libertad, de John Stuart Mill, con un argumento a favor de la inmortalidad, basado en el anhelo de recuperar la comunión con la amada muerta en la imposibilidad de seguir de pie y de vivir, si creía que la separación era definitiva. La revisión apareció en Fraser's Magazine, y se encuentra también en Miscellaneous and Posthumous Works (1872).
El segundo volumen de la Historia de la Civilización en Inglaterra fue publicado en mayo de 1861. Poco después, salió de Inglaterra para viajar por el bien de su salud. Pasó el invierno de 1861-1862 en Egipto, de donde pasó a través de los desiertos del Sinaí y de Edom a Siria, llegando a Jerusalén el 19 de abril de 1862. Después de once días partió hacia Europa a través de Beirut, pero en Nazaret, contrajo fiebre tifoidea, y más tarde murió en Damasco.

## Su principal obra:Historia de la Civilización en Inglaterra
La principal obra de Buckle fue su Historia de la Civilización en Inglaterra. Se trata de una introducción gigantesca, sin terminar, que buscaba exponer los principios generales del método del autor y las leyes generales que rigen el curso del progreso humano, y en segundo lugar, para ejemplificar los principios y las leyes a través de las historias de algunas naciones caracterizados por rasgos prominentes y peculiar: España y Escocia, Estados Unidos y Alemania. El trabajo, una vez concluido, iba a constar de 14 volúmenes, cuyas ideas principales son:
1. Que, debido en parte a la falta de capacidad en los historiadores, y en parte a la complejidad de los fenómenos sociales, poco hasta ahora se ha hecho sobre el descubrimiento de los principios que rigen el carácter y el destino de las naciones, o, en otras palabras, hacia el establecimiento de una ciencia de la historia.
2. Que mientras que el dogma teológico de la predestinación es una hipótesis estéril más allá de la capacidad de conocimiento, y el dogma metafísico del libre albedrío se basa en una creencia errónea en la infalibilidad de la conciencia, se demuestra por la ciencia, y en especial por las estadísticas que las acciones humanas se rigen por las leyes como fijos y regulares como las que rigen en el mundo físico
3. El clima, el suelo, los alimentos y los aspectos de la naturaleza son las principales causas del progreso intelectual, - los tres primeros indirectamente, a través de la determinación de la acumulación y distribución de riqueza, y el último por influir directamente en la acumulación y distribución de pensamiento, la está estimulando la imaginación y sometió a la comprensión cuando los fenómenos del mundo exterior son sublimes y terribles, el entendimiento, envalentonado y frenó la imaginación cuando son pequeños y débiles.
4. Que la gran división entre la civilización europea y no europea se convierte en el hecho de que en Europa el hombre es más fuerte que la naturaleza, y en otros lugares que la naturaleza es más fuerte que el hombre, cuya consecuencia es que en Europa el hombre ha dominado la naturaleza a su servicio.
5. Que el avance de la civilización europea se caracteriza por una influencia continua disminución de las leyes físicas, y una influencia constante aumento de las leyes mentales.
6. Que las leyes mentales que regulan el progreso de la sociedad no puede ser descubiertas por el método metafísico, es decir, por el estudio introspectivo de la mente individual, sino solo por un estudio exhaustivo de los hechos que nos permite eliminar las perturbaciones, es decir, por el método de los promedios.
7. Que el progreso humano no ha sido debido a las agencias morales, que son estacionarias, y que el equilibrio entre sí de tal manera que su influencia es imperceptible durante cualquier período de tiempo, pero a la actividad intelectual, que ha sido constantemente variables y avanzando: "Las acciones de los individuos se ven muy afectados por sus sentimientos morales y las pasiones, pero siendo éstas antagónicas a las pasiones y los sentimientos de otras personas, se equilibran con ellos, por lo que su efecto es, en gran media de los asuntos humanos, y de las acciones totales de la humanidad, considerados en su conjunto, se dejan para ser reguladas por el pleno conocimiento de que la humanidad está poseído".
8. Que los esfuerzos individuales son insignificantes en la gran masa de los asuntos humanos, y que los grandes hombres, a pesar de que existen, y que "en la actualidad" son vistos como fuerzas perturbadoras, no son más que las criaturas de la edad a la que pertenecen.
9. Que la religión, la literatura y el gobierno son el mejor de los productos y no las causas de la civilización.
10. Que el progreso de la civilización varía directamente como "escepticismo", la disposición a dudar y a investigar, e inversamente como "credulidad" o "el espíritu protector", una disposición a mantener, sin examen, creencias y prácticas establecidas.

Buckle es recordado por su tratamiento de la Historia como una ciencia exacta, por lo que muchas de sus ideas han pasado a la acción literaria común, y han sido más utilizadas precisamente por los escritores posteriores sobre la Sociología y la Historia debido a sus cuidadosos análisis científicos. Sin embargo, su trabajo no está libre de las opiniones sesgadas y generalizaciones apoyadas en datos insuficientes.
Existe una obra, La Biblioteca Ilustrativa del Progreso Social, sobre flagelaciones, que John Camden Hotten dijo encontrar entre las obras elaboradas por Buckle, pero que Henry Spencer Ashbee desmintió.

## Trayectoria como ajedrecista
Además de sus triunfos sobre Lionel Kieseritzky y Johann Jakob Lówental, reseñar también su victoria en 1851 contra Adolf Anderssen, y el triunfo en el torneo celebrado en el Simpson's-in-the-Strand, en Londres, en 1849. Además, en 1847 ganó a Henry Bird en Londres (12½ - 3½).
Se cree que Howard Staunton, amigo suyo, fue quien le enseñó a jugar al Ajedrez.

## Partidas seleccionadas
|       |       |       |       |       |       |       |       |    |  |
|       | a8 rd | b8    | c8 bd | d8 qd | e8    | f8 rd | g8 kd | h8 |  |
| a7 pd | b7 pd | c7 pd | d7    | e7 cd | f7 pd | g7 pd | h7 pd |    |  |
| a6    | b6    | c6    | d6    | e6    | f6    | g6    | h6    |    |  |
| a5    | b5    | c5    | d5    | e5    | f5    | g5    | h5    |    |  |
| a4    | b4    | c4 bl | d4 pl | e4    | f4 cd | g4    | h4    |    |  |
| a3    | b3 ql | c3    | d3    | e3    | f3 cl | g3    | h3    |    |  |
| a2 pl | b2 pl | c2    | d2 cl | e2    | f2 pl | g2 pl | h2 pl |    |  |
| a1 rl | b1    | c1    | d1    | e1 rl | f1    | g1 kl | h1    |    |  |
|       |       |       |       |       |       |       |       |    |  |

- Henry Thomas Buckle - Adolf Anderssen. Londres, 1851[5]

1.e4 e5 2.Nf3 Nc6 3.Bc4 Bc5 4.c3 Nf6 5.d4 exd4 6.cxd4 Bb4+ 7.Bd2 Bxd2+ 8.Nbxd2 d5 9.exd5 Nxd5 10.Qb3 Nce7 11.0-0 0-0 12.Rfe1 Nf4?! 13.Re4 Neg6 14.Rae1 Qf6 15.Ne5 Qg5? 16.Bxf7+ Kh8 17.Nxg6+ hxg6 18.Qg3 Qxg3 19.hxg3 Rxf7 20.Rxf4 Rxf4 21.Re8+ Kh7 22.gxf4 1-0
|       |       |       |       |       |       |       |       |    |  |
|       | a8 rd | b8    | c8 bd | d8 qd | e8    | f8 rd | g8 kd | h8 |  |
| a7 pd | b7 pd | c7 pd | d7    | e7 cd | f7 pd | g7 pd | h7 pd |    |  |
| a6    | b6    | c6    | d6    | e6    | f6    | g6    | h6    |    |  |
| a5    | b5    | c5    | d5    | e5    | f5    | g5    | h5    |    |  |
| a4    | b4    | c4 bl | d4 pl | e4    | f4 cd | g4    | h4    |    |  |
| a3    | b3 ql | c3    | d3    | e3    | f3 cl | g3    | h3    |    |  |
| a2 pl | b2 pl | c2    | d2 cl | e2    | f2 pl | g2 pl | h2 pl |    |  |
| a1 rl | b1    | c1    | d1    | e1 rl | f1    | g1 kl | h1    |    |  |
|       |       |       |       |       |       |       |       |    |  |

- Johann Jakob Lówental - Henry Thomas Buckle. Londres, 1851[6]

1.d4 e6 2.c4 Bb4+ 3.Nc3 Bxc3+ 4.bxc3 f5 5.e3 Nc6 6.Nf3 Nf6 7.Bd3 b6 8.0-0 Bb7 9.h3 0-0 10.Ba3 Ne7 11.Rb1 Re8 12.c5 Ng6 13.Qe2 Ne4 14.Bxe4 xe4 15.Rb3 Qf6 16.Nd2 Bd5 17.c4 Bb7 18.Bb2 Qg5 19.f4 Qe7 20.Qf2 Bc6 21.Ba3 d6 22.cxd6 cxd6 23.Nf3 Qc7 24.Rc1 Qd7 25.Rbc3 Rac8 26.Nd2 Bb7 27.Nf3 Rc7 28.Nd2 Rec8 29.Bb2 Ne7 30.Kh2 b5 31.cxb5 Rxc3 32.Bxc3 Nd5 33.Bb2 Rxc1 34.Bxc1 Qxb5 35.Nf3 Nc3 36.Ng5 Qd5 37.a3 h6 38.Nf3 a5 39.Qc2 Ne4 40.h4 Bc6 41.Bd2 a4 42.Bb4 Nf6 43.Bd2 Qb5 44.Bc1 Bxf3 45.gxf3 Qf1 46.d5 Qxf3 47.dxe6 Ne4 48.Qg2 Qh5 49.Kh3 g5 50.fxg5 hxg5 51.Kh2 g4 52.Qc2 Qxh4+ 53.Kg2 Qg3+ 54.Kf1 Qf3+ 55.Ke1 Qh1+ 56.Ke2 Qg2+ 57.Kd3 Qxc2+ 58.Kxc2 g3 0-1

## Biografía
- Alfred Thomas Huth: La vida y los escritos de Henry Thomas Buckle, 2 volúmenes, Sampson Low & Co., Londres 1880
- Venanzio Laudi: Buckle: Ritratto inedito di un diletante, Messaggerie Scacchististiche, Brescia 1994
- Eckhardt Fuchs: Henry Thomas Buckle: la historiografía y el positivismo en Inglaterra y Alemania, Leipzig 1994
- Giles St. Aubyn: Una eminencia victoriana: la vida y la obra de Henry Thomas Buckle (1958)